# Kang Chil-gu
Kang Chil-gu (koreanisch 강칠구, 姜七求; * 8. August 1984 in Muju) ist ein ehemaliger südkoreanischer Skispringer. Er sprang für den Skisprungverein seines Geburtsorts Muju.

## Werdegang
Kang ist vor allem im Skisprung-Continental-Cup aktiv, versucht sich aber auch im Weltcup. Vor allem zwischen 2001 und 2004 qualifizierte er sich mehrfach für den Hauptbewerb, einmal gelangen ihm Weltcuppunkte – 2003 als 29. in Kuusamo. Mit der Mannschaft war er 2002 in Sapporo Achter von elf Teams. Seine bisher letzte Weltcup-Qualifikation war am 20. Januar 2013 in Sapporo.
Bei den Olympischen Winterspielen 2002 in Salt Lake City sowie 2006 in Turin war Kang Chil-gu Mitglied der südkoreanischen Mannschaft. Er konnte sich für beide Einzelbewerbe qualifizieren (46. auf der Normal- und 47. auf der Großschanze) und belegte Rang 8 mit dem Team. 2006 erreichte er mit der Mannschaft Platz 13.
Für ein Einzelspringen bei einer Nordischen Skiweltmeisterschaft konnte sich Kang noch nie qualifizieren, 2005 in Oberstdorf wurde er jedoch 10. im Teamspringen von der Normalschanze und 13. im Mannschaftswettkampf von der Großschanze. Zudem nahm Kang Chil-gu schon zweimal an Skiflug-Weltmeisterschaften teil.

## Statistik

### Weltcup-Platzierungen
| Saison  | Platz | Punkte |
| ------- | ----- | ------ |
| 2003/04 | 077.  | 002    |

### Grand-Prix-Platzierungen
| Saison | Platz | Punkte |
| ------ | ----- | ------ |
| 2001   | 059.  | 003    |
| 2007   | 079.  | 004    |
| 2015   | 086.  | 002    |

### Continental-Cup-Platzierungen
| Saison  | Platz | Punkte |
| ------- | ----- | ------ |
| 1999/00 | 206.  | 018    |
| 2000/01 | 094.  | 094    |
| 2001/02 | 115.  | 083    |
| 2002/03 | 055.  | 161    |
| 2003/04 | 051.  | 163    |
| 2004/05 | 119.  | 035    |
| 2005/06 | 163.  | 005    |
| 2006/07 | 098.  | 024    |
| 2007/08 | 112.  | 033    |
| 2008/09 | 164.  | 010    |
| 2009/10 | 111.  | 036    |
| 2010/11 | 164.  | 006    |
| 2012/13 | 121.  | 041    |
| 2013/14 | 132.  | 015    |